# 田口康大
田口 康大（たぐち こうだい、1983年12月14日 - ）は日本の教育学者。専門は教育哲学・教育人間学。東京大学大学院教育学研究科附属海洋教育センター特任講師。

## 人物
人間本性と教育との関係について学際的に研究しながら、2011年の東日本大震災以降、海と人との関係をテーマに海洋教育の実践研究に取り組む。2015年には「海とヒトとを学びでつなぐ」をテーマに次世代の教育をデザイン・提供するプラットフォームとして、一般社団法人3710Labを設立。
また、映像作家の福原悠介とともに、誰かに何かを聞くことをきっかけに、お互いのあいだに｢対話｣が生み出されていくような場づくりを目指し「対話インタビュー」プロジェクトを実施。ドキュメンタリー映画『なみのおと』(監督：酒井耕・濱口竜介)などをヒントにしたもの。学校での特別授業として実施されている他、地域文化のアーカイブ作りとして取り組まれている。

## 経歴
1983年（昭和58年）青森県青森市出身。宮城県仙台第二高等学校卒業後、国士舘大学文学部初等教育専攻卒業、東京大学大学院教育学研究科基礎教育学コース博士課程単位取得退学。
- 2009年-2012年 日本学術振興会 特別研究員（DC1：社会科学）
- 2010年-2011年 ベルリン自由大学留学（日本学術振興会 優秀若手研究者海外派遣事業）
- 2013年-2016年 東京大学大学院教育学研究科 特任講師
- 2016年-2019年 東京大学海洋アライアンス海洋教育センター 特任講師
- 2019年- 東京大学大学院教育学研究科附属海洋教育センター 特任講師

## 著書

### 共著・編著
- （田中智志）『海洋リテラシーの理念-日本からの発信』一藝社、2022年　ISBN 978-4863592568
- 『新学習指導要領時代の海洋教育スタイルブックー地域と学校をつなぐ実践』小学館、2019年　ISBN 978-4091050816
- （小国喜弘）『日本の海洋教育の原点』一藝社、2019年  ISBN 978-4863591868
- 『令和元年 海洋教育指導資料 学校における海の学びガイドブック 小・中学校編』大日本図書、2019年　ISBN 978-4477031712
- 『海洋教育のカリキュラム開発ー研究と実践』日本教育新聞社、2015年 ISBN 978-4890553174

### 翻訳
- ネル・ノディングズ『幸せのための教育』（分担訳）知泉書館、2008年　ISBN 978-4862850324